# Миодраг Вуковић (политичар)
Миодраг Вуковић (14. јануар 1955 — Подгорица, 15. септембар 2022) био је црногорски политичар и правник.

## Биографија
Дипломирао је, магистрирао и докторирао на Правном факултету Универзитету Црне Горе. Током студија награђен је као најбољи студент: генерације, године и универзитета. Његова докторска теза била је „Правна природа Уставне повеље државне заједнице Србија и Црна Гора и правни карактер државне заједнице Србија и Црна Гора”.
Као члан ДПС-а, био је потпредсједник Владе Републике Црне Горе од 1996. до 1998. године, као и народни посланик у више сазива. Вуковић је био члан Парламентарне делегације Црне Горе у Парламентарној скупштини НАТО-а.
Он је био члан тима Црне Горе који је заједно са колегама из Србије радио на Уставу СРЈ 1992. године и члан радних група Скупштине Црне Горе које су радиле на неколико верзија платформи за редефинисање односа са Србијом 1999.
Сахрањен је на подгоричком гробљу Чепурци.